# Chapelle Sainte-Anne du col des Aravis
Pour les articles homonymes, voir Aravis (homonymie).
La chapelle Sainte-Anne du col des Aravis, communément appelée chapelle des Aravis, est un lieu de culte catholique dédié à sainte Anne. Elle est située en Haute-Savoie, au col des Aravis, sur la commune de La Clusaz, à la limite de la Savoie et à une altitude de 1 486 mètres. Elle est fondée en 1624 par Pierre-François de Belletour, seigneur de Flumet.

## Histoire
Les paroissiens s'y rendent traditionnellement  en procession dans les temps de calamités, particulièrement pour demander la pluie.
Elle est restaurée successivement en 1867, 1926 et 1950 et recouverte en tavaillons le 19 octobre 1984.
La façade porte l'inscription « Sainte Anne protégez les voyageurs ».

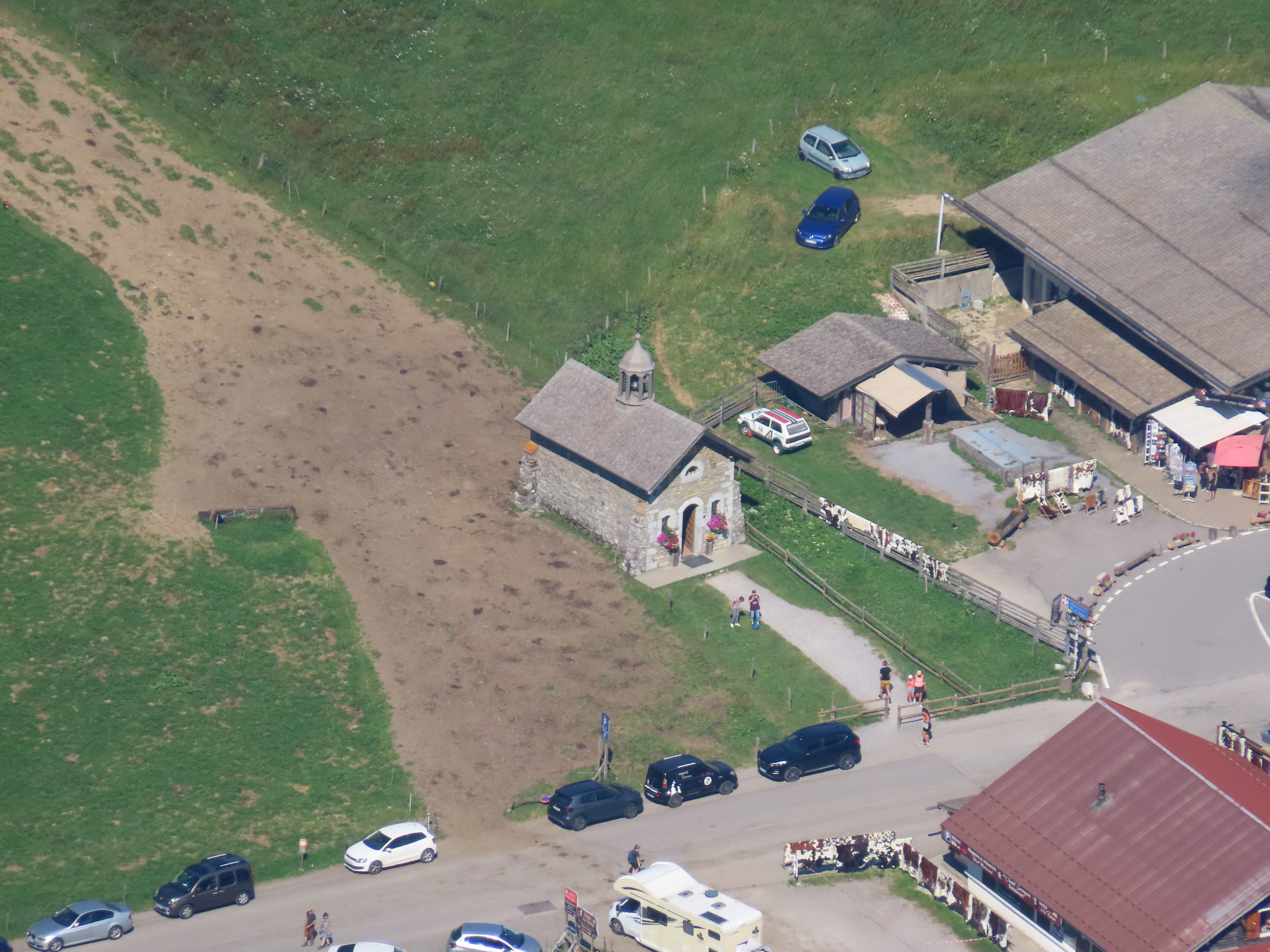
La chapelle depuis la pointe de Merdassier au sud-ouest.